# Ligne Qinling–Huaihe

La ligne Qinling-Huaihe sur une carte topographique de la Chine.

La ligne Heihe-Tengchong sépare la Chine en est et ouest. La ligne Qinlin-Huaihe subdivise la moitié orientale en nord et sud.

La ligne Qinling-Huaihe (en chinois 秦岭淮河线, pinyin : Qínlǐng Huáihé Xiàn) est une ligne imaginaire utilisée par les géographes pour séparer le nord et le sud de la Chine, correspondant à peu près au 33e parallèle
,. Elle est délimitée à l'ouest par les Monts Qinling et à l'est par le cours de la rivière Huai He. Cette ligne subdivise la Chine orientale, à l'est de la ligne Heihe-Tengchong, en régions nord et sud qui diffèrent les unes des autres par le climat, la culture, le mode de vie et la cuisine. Des stéréotypes régionaux de Chine du Nord et du Sud y sont associés. Cependant, la ligne Qinling-Huaihe a une pertinence limitée, la société chinoise correspondant peu à une division stricte nord-sud.

## Climat
Les régions au nord de la ligne ont tendance à être tempérées ou froide, la neige y étant courante en hiver. Les régions au sud de la ligne ont tendance à être subtropicales et tropicales. Le sud est plus chaud et plus humide que le nord. La ligne correspond approximativement à la limite des 800 mm de précipitations annuelles. Les arbres perdent leurs feuilles en hiver au nord et restent verts toute l'année au sud. Le blé est la culture privilégiée au nord, le riz au sud. Par ailleurs, la ligne Qinling-Huaihe correspond approximativement à la limite des bassins versants du Fleuve Jaune et du Fleuve Bleu.

## Économie
Le Nord de la ligne se repose plus sur de l'industrie lourde et des entreprises d'État, quand le Sud base plus sa croissance sur les entreprises privées. La moitié des villes chinoises de niveau 1 les plus développées se trouvent dans le Sud.
En 1960, le nord et le sud de la Chine contribuaient de façon égale au PIB. En 2017, le sud était devenu 57 % plus riche, et 83 % en 2019. Le nord de la chine est plus dépendant du pétrole et des entreprises d'État, quand le sud se repose plus sur les entreprises privées. Les conséquences de la pandémie de Covid-19 pourraient accroître le fossé entre le nord et le sud.

## Histoire et utilisation
La ligne Qinling-Huaihe a été proposée pour la première fois par le géographe chinois Zhang Xiangwen en 1908.
Dans les années 1950, le premier ministre Zhou Enlai a utilisé la ligne pour placer la limite de l'obligation du chauffage des bâtiments publics et des immeubles, un système toujours en vigueur aujourd'hui,. Ce chauffage urbain a conduit le nord de la ligne à souffrir d'une forte pollution atmosphérique due aux centrales au charbon. Selon une étude couvrant une période allant de 1981 à 2001, la concentration en particules était 55 % plus importante au nord qu'au sud, et l'espérance de vie 5,5 ans plus courte en raison principalement des maladies cardio-vasculaires. De son côté, le sud a à souffrir d'un manque de chauffage pendant les mois d'hiver, notamment dans les villes de Shanghai, Chongqing, Nanjing et Wuhan,,.

## Cartes

La Chine au XIIe siècle. Le nord de la ligne Qinling-Huaihe était sous le contrôle de la dynastie Jin, tandis que le sud était sous le contrôle de la dynastie Song.
Diagramme climatique de la Chine : la ligne Qinling-Huaihe correspond à la limite des climats tempérés (en vert) et froids (en bleu).
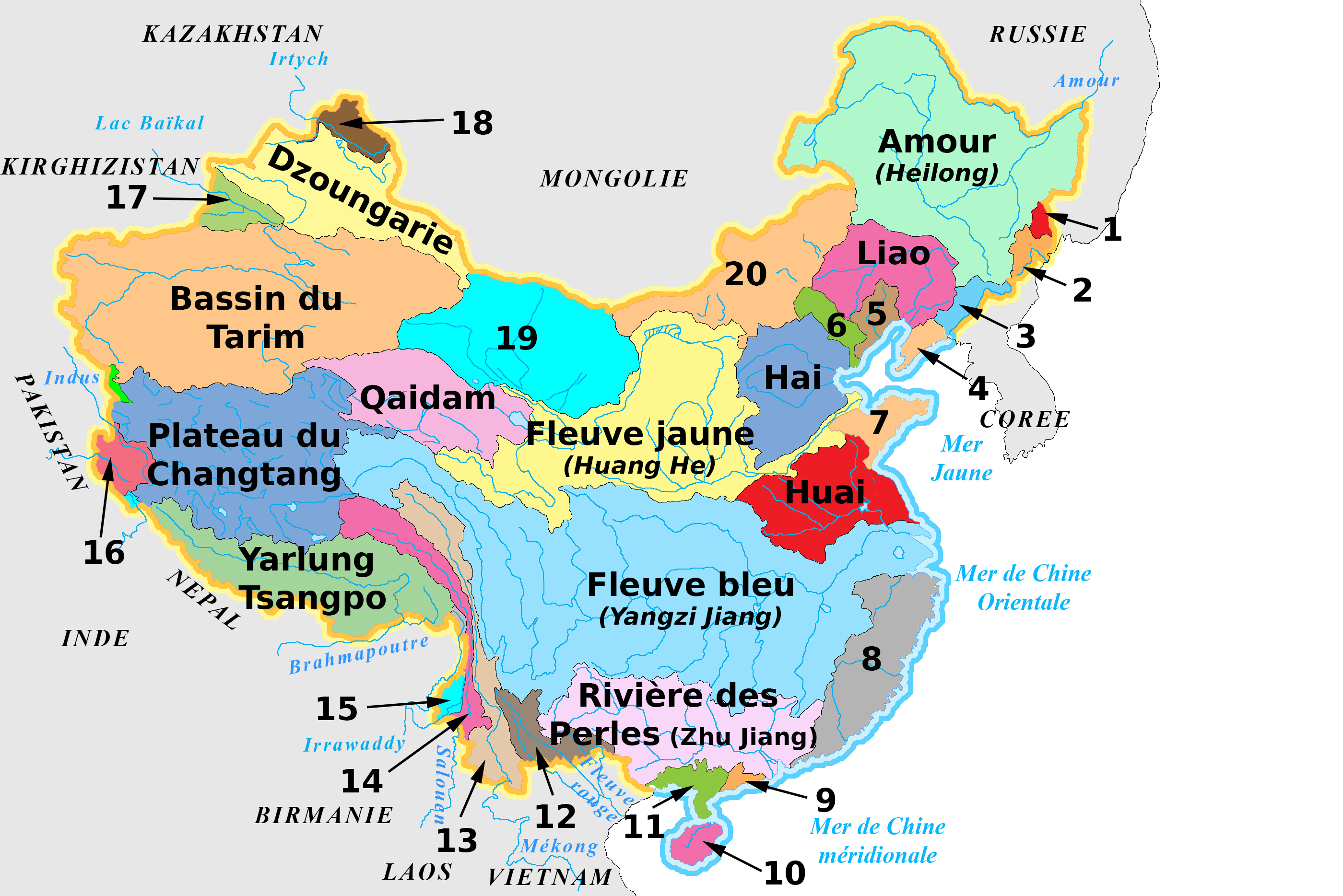
Bassins versants de la Chine : la ligne Qinling-Huaihe sépare les bassins du Fleuve Jaune et du Fleuve Bleu.
Carte des précipitations : la ligne Qinling-Huaihe correspond à 800 mm de pluie annuels.

## Voir également
- Ligne Heihe – Tengchong, divisant la Chine en deux parties orientale et occidentale
- Ligne Mason – Dixon, aux États-Unis